# Иден (Јужна Дакота)
Иден (енгл. Eden) град је у америчкој савезној држави Јужна Дакота.

## Демографија
По попису из 2010. године број становника је 89, што је 8 (-8,2%) становника мање него 2000. године.
| Група             | 2000.      | 2010.      |
| Белци             | 96 (99,0%) | 87 (97,8%) |
| Афроамериканци    | 0 (0,0%)   | 0 (0,0%)   |
| Азијати           | 0 (0,0%)   | 0 (0,0%)   |
| Хиспаноамериканци | 0 (0,0%)   | 0 (0,0%)   |
| Укупно            | 97         | 89         |